# لفرامشة (أولاد حمدان)
لفرامشة هي إحدى مشيخات المملكة المغربية، تتبع جغرافيا لإقليم الجديدة وإداريًا لأولاد حمدان. يقدر عدد سكانها بـ 1898 نسمة حسب الإحصاء الرسمي للسكان والسكنى لسنة 2004.